# سعید سلطان‌پور
سعید سلطان‌پور (زادهٔ ۱۳۱۹ در سبزوار – درگذشتهٔ ۳۱ خرداد ۱۳۶۰، در زندان اوین، تهران)، شاعر، نمایش‌نامه‌نویس، کارگردان تئاتر، عضو کانون نویسندگان ایران و فعال سیاسی چپ‌گرای ایرانی بود. او یکی از شاعران سخنران در شب‌های شعر گوته بود. اشعار سرودهایی چون پرنیان شفق، سر اومد زمستون، خون ارغوان‌ها، گل مینای جوان و آیینه رود از اوست. در ۲۷ فروردین ۱۳۶۰ و در شب عروسی‌اش به اتهام هواداری از سازمان چریک‌های فدایی خلق ایران (اقلیت) دستگیر و نزدیک به دو ماه بعد در ۳۱ خرداد ۱۳۶۰ در زندان اوین، تیرباران شد.
سعید سلطان‌پور پس از انشعاب در سازمان چریک‌های فدایی خلق ایران در پی انقلاب ۱۳۵۷ ایران، به طرفداری از طیف اقلیت پرداخت که باور به ادامه مبارزه مسلحانه و موضع‌گیری در مقابل رژیم تازه‌تاسیس جمهوری اسلامی داشت.
محمود دولت‌آبادی کتاب آوسنه باباسبحان خود را به سعید سلطان‌پور تقدیم کرده است.

## پیش از انقلاب ۱۳۵۷
سعید سلطان‌پور در سال ۱۳۱۹ در سبزوار به دنیا آمد. مادرش آموزگار بود و خود او نیز پس از دورهٔ دبیرستان در آموزشگاه‌های جنوب تهران به آموزگاری پرداخت. با کار در محلات فقیرنشین در جنوب شهر تهران، با مشکلات اجتماعی آشنا شد و در ۱۳۴۰ در جنبش اعتراضی آموزگاران شرکت کرد.
در ۱۲ اردیبهشت ۱۳۴۰ همراه با هزاران آموزگار و فرهنگی دیگر در تظاهرات اعتراضی علیه شاه شرکت کرد. با یاری انقلابیونی چون صمد بهرنگی، بهروز دهقانی، حسن ضیاظریفی، بیژن جزنی و یارانشان و با پیوستن دانشجویان و دانش‌آموزان و کارگران این جنبش سراسری شد. با تأسیس هنرکدهٔ آناهیتا به آن پیوست و از سال ۱۳۳۹ تا ۱۳۴۴ هم‌گام با آموزش، به فعالیت هنری پرداخت. او در اجرای نمایش‌نامهٔ سه خواهر اثر آنتون چخوف همکاری کرد و هم‌زمان با مشارکت سازنده در تئاتر، از سال ۱۳۴۴ تا ۱۳۴۸ دورهٔ دانشکدهٔ هنرهای زیبای دانشگاه تهران را به پایان رسانید، در سال ۱۳۴۷ جُنگ شعر صدای میرا را که در خلال سال‌های ۴۷–۱۳۴۰ سروده بود و ۵۸ شعر داشت، در دویست صفحه چاپ کرد. نخستین شعر سیاسی سلطان‌پور مربوط به قیام ۱۵ خرداد ۱۳۴۲ است. در این شعر او سرنگونی شاه و شور و خیزش آن‌روز را می‌سراید. در سال‌های دانشجویی نمایشنامه‌های مرگ در برابر از وسلین هنچوف و ایستگاه نوشته خویش را به نمایش گذاشت. هم‌زمان با چاپ صدای میرا در سال ۱۳۴۷ کتاب ممنوع‌الانتشار گردید.

در سال ۱۳۴۷ از سوی ساواک پروندهٔ او به نام «هنرمندی خطرناک» نشان‌دار شد. در سال ۱۳۴۸، در پی یک سال تلاش، دشمن مردم هنریک ایبسن را به نمایش درآورد. در شب یازدهم نمایش ساواک به تئاتر هجوم آورد و سالن را تعطیل کرد. سلطان‌پور خود نیز در سال ۱۳۴۸ به سرکردگی گروهی به نمایشِ سلطان مار بهرام بیضایی در مشهد حمله کرد و آن را از صحنه فروکشید.
سال ۱۳۴۹ در بحبوحهٔ جنبش مسلحانه در جنگل‌های سیاهکل بر ضد نظام حاکم، سعید نمایشنامه آموزگاران از محسن یلفانی را بر صحنه برد. ساواک به سالن هجوم برد و کارگردان و نویسنده و بازیگران، هم‌زمان دستگیر و به شکنجه‌گاه برده شدند. در اسفند ۱۳۴۹، دادگاه نظامی شاه از سوی سعید به محاکمه کشیده می‌شود و حکومت ناچار می‌شود او را تا مدتی آزاد کند. او همان زمان کتاب نوعی از هنر، نوعی از اندیشه را پنهانی چاپ می‌کند.
در سال ۱۳۵۱ به جرم پخش دوباره کتاب ممنوعهٔ نوعی از هنر، نوعی از اندیشه بازداشت می‌شود و در «بند سه هزار» کنونی و چندی نیز در زندان قزل‌قلعه می‌ماند. پس از چهل و پنج روز آزاد می‌شود و پس از آزادی بی‌درنگ در پی برگزاری جشن‌های ۲۵۰۰ سالهٔ حکومت شاهنشاهی نمایشنامهٔ چهره‌های سیمون ماشار نوشتهٔ برتولت برشت را به صحنه برد. آوازهای بند دومین شعر سعید، در سال ۱۳۵۱ پنهانی دست به دست می‌گشت. سعید از سال ۱۳۵۱ تا ۱۳۵۳ به زندان رفت و سرانجام در سال ۱۳۵۳ به جرم انتشار آوازهای بند که در سلول‌های کمیته و اوین سروده بود و به جرم داشتن افکار مارکسیستی و سوسیالیستی و به اتهام پیوند با سازمان چریک‌های فدایی خلق ایران در اوین و بند پهلوی زندانی می‌شود.
تا که در بند یکی بندم هست
با تو ای سوخته پیوندم هست
گر چه در تب تند شکنجه می‌سوزم

ز خون ریخته خورشیدها می‌افروزم
سعید سلطان‌پور ۲۲ تیر ۱۳۵۶ از زندان آزاد شد. کانون نویسندگان ایران با انتشار بیانیه‌ای چهل نفره، برای دومین بار گشایش یافت. نشست بنیانگذاران دومین دوره، هم‌زمان با آزادی سعید از زندان بود. او مستقیماً از زندان به کانون رفت و گفت:
من دیشب از زندان آزاد شده‌ام و امروز آمده‌ام تا در دفاع از آزادی بیان، اندیشه و اجتماعات، به کانون نویسندگان بپیوندم.
و بیانیه ۹۸ نفره کانون را امضا می‌کند.
شب‌های شعر کانون از مهرماه ۱۳۵۶ آغاز شد و پانزده هزار نفر را به خود می‌خواند.
روز ۲۸ آبان ۱۳۵۶، به جای دو هزار دعوتی کانون، بیش از ده‌هزار نفر به درون دانشگاه صنعتی آریامهر (شریف) آمدند.
پس از برگزاری نه جلسهٔ شب شعر آرام کانون نویسندگان در باشگاه انجمن ایران و آلمان و دانشگاه صنعتی آریامهر (شریف)، پلیس کوشید تا جلسهٔ دهم را که حدود ۱۰٬۰۰۰ دانشجو - ظرفیت کامل محل برگزاری مراسم - در آن شرکت داشتند، برهم بزند. به دنبال این اقدام، ناگهان جمعیتی خشمگین از دانشگاه بیرون ریختند و شعارهای ضد رژیم سر دادند. در جریان درگیری تظاهرکنندگان با پلیس، یک دانشجو کشته، بیش از هفتاد نفر زخمی و حدود یکصد نفر دستگیر شدند. مادران و پدران و آشنایان و تماشاچیان گروه گروه شبانه به دانشگاه صنعتی رفتند و آزادی سعید و بیش از حدود صد نفر از دستگیرشدگان را خواستار شدند. روز بعد رژیم ناچار می‌شود، دستگیرشدگان را آزاد سازد و آنگاه سعید می‌پذیرد که از دانشگاه به خیابان بیاید. پلیس از آنان خواست که تنها و آرام، راه خود را بگیرند و پراکنده شوند، اما جمعیت به بیرون هجوم برد و به پشتیبانان پیوست و تظاهرات ادامه یافت. در خیابانهای نواب، آذربایجان و کوچه‌های پیرامون در درگیری با پلیس بیش از یکصد و پنجاه نفر زخمی می‌شوند. در خیابان‌ها شعارهای «کارگران برادرند، برادران برابرند»، «حقوق بشر، چماق بشر»، «شاه سگ زنجیری آمریکاست» و «برادری، برابری، حکومت کارگری» سر داده می‌شد.
در همین روزها که شب‌های شعر گوته در باغ سفارت آلمان برپا می‌شد. سعید از شب پنجم برای هزاران نفر که حتی بر دیوارها و پیاده‌روها ایستاده بودند، شعر در بند پهلوی و از کشتارگاه را می‌خواند و مردم را به انقلاب فرا می‌خواند.

## پس از انقلاب
پس از انقلاب ۱۳۵۷ ایران به نمایندگی از سوی سازمان چریک‌های فدایی خلق ایران در سال ۱۳۵۸ در انتخابات مجلس، کاندیدا شد و از این تریبون در گردهمایی چند صد هزار نفره در میدان آزادی در تهران برای جبهه انقلاب و علیه حکومت سخن گفت. اکثریت رهبری سچفخا در کنار حکومت جمهوری اسلامی بودند و دست در دست حزب توده گذاشته بودند.
سعید سلطان‌پور در سال ۱۳۵۹ هنگام پخش تراکت در تهران، در خیابان انقلاب، به وسیلهٔ گشت سپاه دستگیر شد.
۱۷ بهمن ۱۳۵۹ نخستین میتینگ پس از انشعاب «اقلیت» از «اکثریت»، سازمان چریک‌های فدایی خلق را تدارک می‌بیند. نزدیک به چهل هزار نفر به سوی میدان روانه شدند، اما سپاه پاسداران در لباس رسمی پاسداری و حزب‌اللهی به آن‌ها حمله کردند. جهانگیر قلعه میاندوآب کارگر کمونیست به‌وسیله سپاه ربوده شد و پس از شکنجه با گلوله‌هایی در دهان و چشم در سردخانه پزشکی قانونی یافته شد. سعید جهان کمونیست را می‌سراید و این آخرین شعر سعید است:
گلوله‌ای در دهان
گلوله‌ای در چشم
در تکه‌های یخ
در سردخانهٔ پزشک قانونی
در شعلهٔ منجمد خون می‌تابد
شعله‌ای در دهان
شعله‌ای در چشم
در میتینگ هفدهم بهمن
در انبوه هواداران و مردم
دی میان پلاکاردها و شعارها
در گردش تفنگداران جمهوری و گله‌های پاسدار و اوباش
در قرق چماق و زنجیر و نانچیکو
در صدای شلیک‌های ترس و
دشنام‌های جنون
در میان پلاکاردها
انقلاب
با پیشانی شکسته و خون‌چکان
می‌خواند
با صدای درخشان جهان و
رودخانه‌ها
و رفیقان جهان
جهان کمونیست را
می‌سرایند و
می‌سرایند
با دسته گل‌هایی از خون

بر فراز میتینگ تاریخ

### دستگیری
سعید در ۲۷ فروردین ۱۳۶۰ و در شب عروسی‌اش با سکینه قزل‌ایاق به وسیلهٔ پاسداران دستگیر شد. سکینه قزل‌ایاق خواهر ابوالفضل قزل‌ایاق و از اعضای سازمان چریک‌های فدایی خلق ایران بود. نخست دو پاسدار وارد شدند و خواستند او را به بهانهٔ قاچاق ارز یا چیزی شبیه به آن دستگیر کنند. سعید همراهشان نرفت. پاسداران رفتند و با شمار بیشتری برگشتند و این بار پذیرفتند تا پایان مراسم مزاحمت نکنند اما بعد او را ببرند، چند سؤال بپرسند و دو ساعت بعد خودشان بازگردانند. اما سرانجام مراسم با شلیک هوایی پایان یافت؛ سعید را بردند و پس از ۶۶ روز شکنجه در سحرگاه اول تیر ۱۳۶۰ به جوخهٔ اعدام سپرده و تیرباران شد، گفته می‌شود از او خواستند بیاید در نمایش و مصاحبه تلویزیونی ندامت کند تا اعدام نشود اما او نپذیرفت و جانش را در راه آرمانش داد.
بسیاری معتقدند اسدالله لاجوردی دادستان وقت انقلاب اسلامی، نقش اصلی را در اعدام سلطان‌پور و توجیه آن ایفا کرده است. او در ۲ تیر ۱۳۶۰ طی مصاحبه‌ای مطبوعاتی گفته بود: «سعید سلطان‌پور در چندین قتل شرکت داشته و جنایات فجیعی در کردستان مرتکب شده و رهبر چریک‌های فدایی اقلیت بوده».

## آثار
شعر

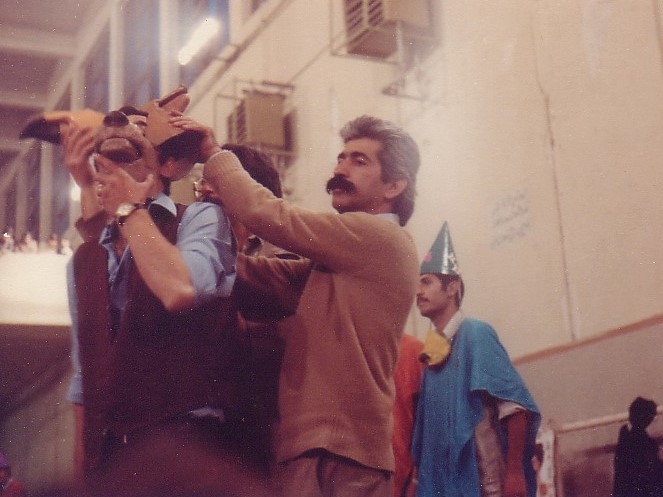
سلطان پور در نمایش عباس آقا کارگر ایران ناسیونال‎

- صدای میرا: شعرهای ۱۳۴۰–۱۳۴۷، تهران: نشر روز، آذر ۱۳۴۷، ۲۰۴ص
- آوازهای بند: شعرهای ۱۳۴۷–۱۳۵۱، تهران: انتشارات پگاه، بهار ۱۳۵۱، ۶۲ص
- از کشتارگاه: شعرهای بهار ۱۳۵۱-تابستان ۱۳۵۶، تهران: انتشارات از زندان تا تبعید، تابستان ۱۳۵۶، ۶۸ص و تهران: مؤسسه انتشارات آگاه، ۱۳۵۸، ۵۶ص
- شاعر ترانه‌های آلبوم موسیقی انقلابیِ شراره‌های آفتاب، سال ۱۳۵۷

نمایش‌نامه
- حسنک: نمایش‌نامه بر بنیاد گزارش ابوالفضل بیهقی از تاریخ بیهقی، تهران: انتشارات از زندان تا تبعید، ۱۳؟، ۸۶ص
- ایستگاه: نمایش‌نامه در یک پرده، تهران: کتاب‌خانهٔ کوچک سوسیالیسم، تابستان ۱۳۴۵، ۲۶ص

نقد
- نوعی از هنر نوعی از اندیشه، تهران: انتشارات رز، خرداد ۱۳۴۹، ۵۱ص
- عباس‌آقا کارگر ایران‌ناسیونال، تهران: خانهٔ نمایش، ۱۳۵۸٫۰۲٫۰۲، ۲۳ص [جزوهٔ تبلیغ نمایش]